# BMW 750
BMW 750 - середньорозмірний автомобіль, який належить до 7 серії, вперше представлений 1994 року. Існує в кузовах седан і лімузин. Існують такі модифікації цієї моделі:
- BMW E38 (1994-2001);
- BMW E65 (2005-2008);
- BMW E66 (2005-2008);
- BMW F02 (2008-2015);
- BMW F01 (2008-2015);
- BMW G11 (2015-н.ч.);
- BMW G12 (2015-н.ч.).

### Опис
BMW 750i оснащений 4,4-літровим двигуном V8 в поєднанні з 8-ступінчастою автоматичною коробкою передач, потужність якого 445 к.с. Швидкість від 0 до 100км/год досягає за 4,3 секунди.

### Стандартна комплектація
У стандартну комплектацію сучасного автомобіля входить: 
- 10-позиційне водійське сидіння;
- аудіосистема harman / kardon;
- шкіряні сидіння з підігрівом;
- камера заднього виду;
- 5-дюймовий сенсорний екран;
- система навігації;
- безключовий доступ;
- панорамний люк на даху;
- функція управління жестами[2].

### Огляд моделі

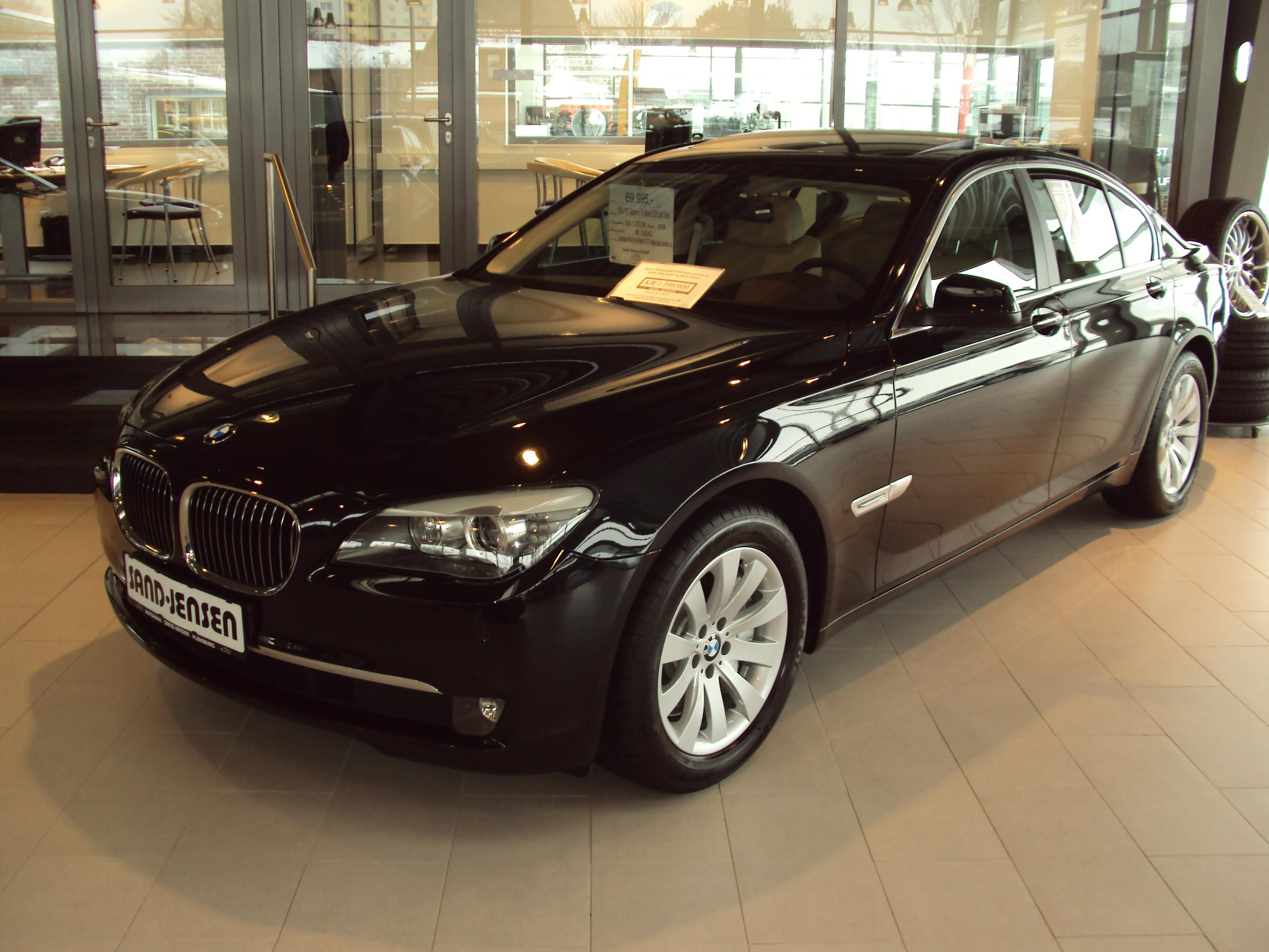
BMW 750i
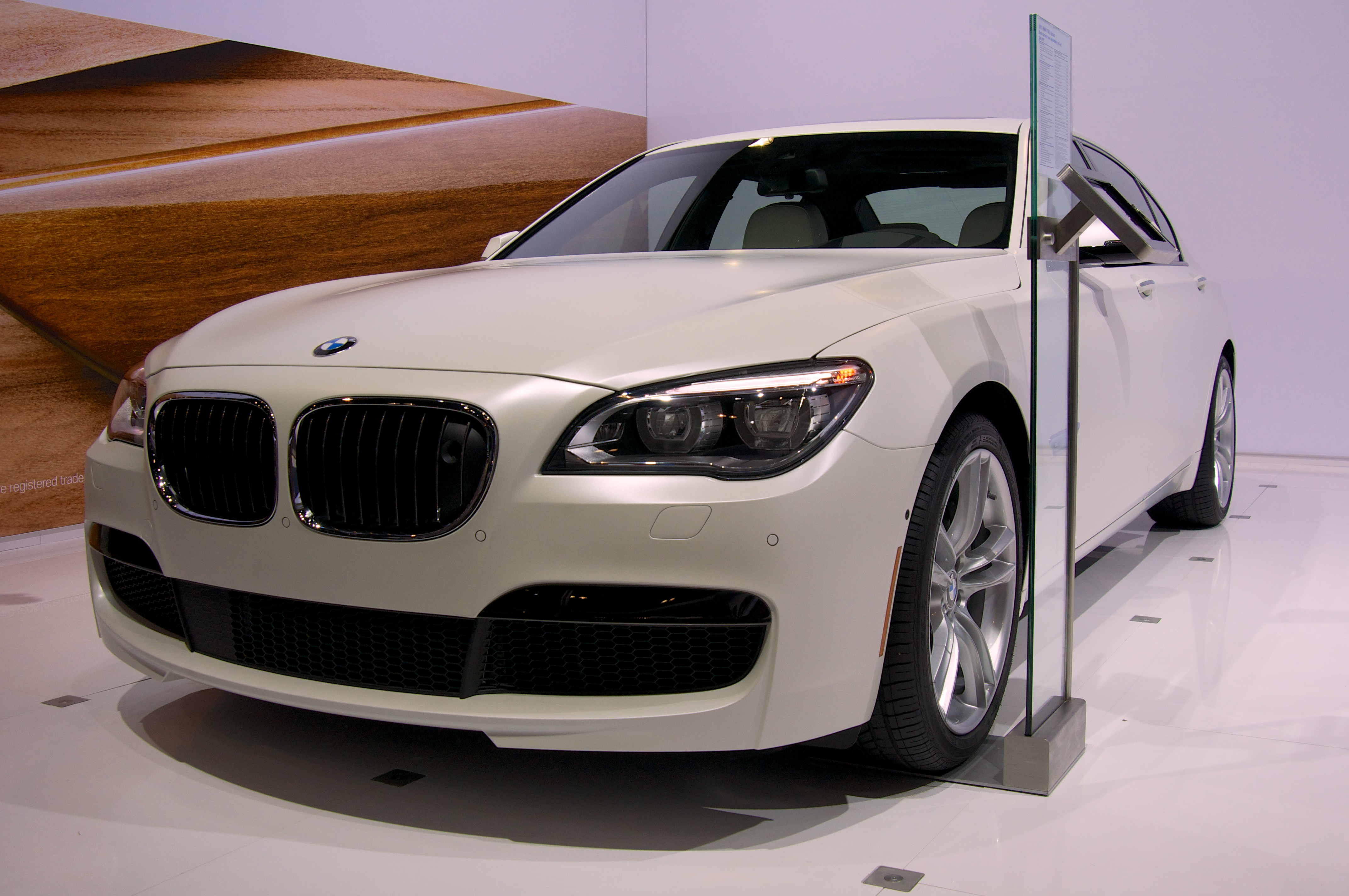
BMW 750Li
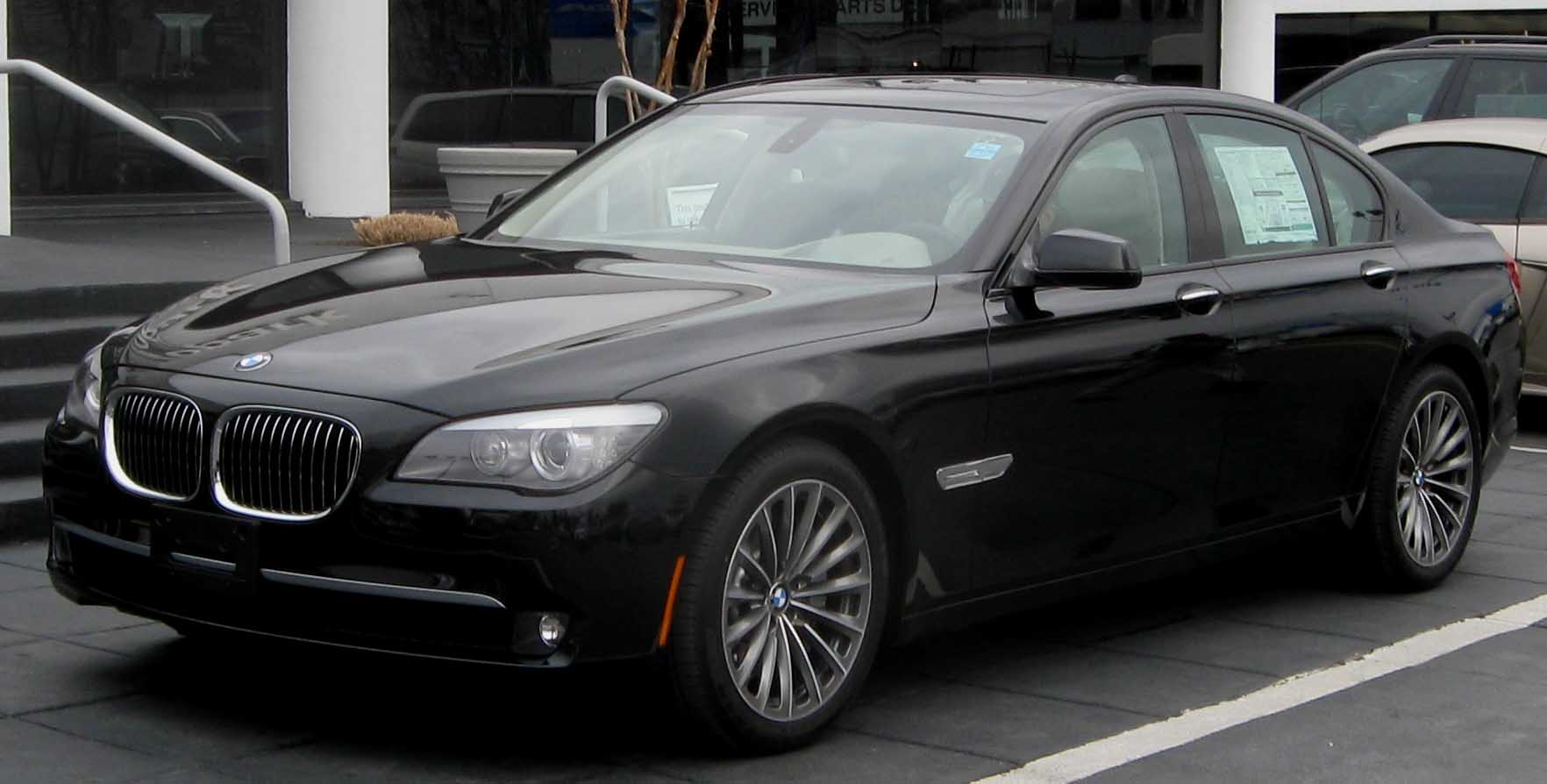
BMW 750i